# トンファー (お笑い)
トンファーは、かつてよしもとクリエイティブ・エージェンシーに所属していたお笑いコンビ。東京NSC11期生出身。2008年4月にコンビ結成。2016年3月31日をもって解散。

## メンバー
山西 章博（やまにし あきひろ、1982年11月29日（42歳） - ）
ツッコミ担当、立ち位置は向かって左。
いて座、血液型はB型。
身長168cm、体重65kg。徳島県出身。
趣味は、音楽鑑賞、ファッション。
特技は、ギター、ベース演奏、3年B組金八先生、三国志に関する知識。
弟がいる。
愛称は「あーちゃん」。
持ち前のユニークフェイスが話題となり、並み居る知名度の高い先輩を抑えてよしもとブサイク芸人ランキング2014において3位に輝いている（1位・井上裕介（NON STYLE）、2位・斉藤慎二（ジャングルポケット）のため、実質ナンバー1）。2013においては6位。これは当時若手で最も高いランキングであり、実質東京吉本の若手ナンバー1ブサイクの座を射止めたことになる。
2015年7月7日、大貫さん（元・タカダ・コーポレーション）と結婚。解散後に大貫さんとコンビ「夫婦のじかん」を結成。

りゅーじ（1986年12月10日（38歳） - ）
ボケ担当、立ち位置は向かって右。
本名:小浜 隆次（こはま りゅうじ）
いて座、血液型はA型。
身長174cm、体重64kg。福岡県出身。
趣味は、競艇、野球、サッカー、読書。
妹がいる。
プロボクサーのライセンスを取得しているプロボクサー芸人(2勝2敗)。
2016年6月に近藤裕希（元・バース）とコンビ「インディゴ」を結成するも2018年11月に解散を発表、近藤は芸能界を引退した。
2021年6月、元えんにちのアイパー滝沢と新コンビ「チャッピー。」を結成（2023年9月解散）。

## 概要
東京NSC出身の同期によるコンビ。当初はそれぞれ別のグループに所属していたが、解散しトンファーを結成した。
コンビ名は当初「時雨（しぐれ）」というものを候補としていたが、作家の方に「雨という文字は縁起が良くない」とアドバイスされ変えることになった。トンファー以外の候補はヌンチャクなどがあった。
出囃子は銀河鉄道999（EXILE)。

## エピソード
りゅーじ
- ブルースタンダードとして活動している時、山西に今後について相談をしていた。りゅーじが冗談で山西を誘ったが当時ブルースタンダードは若手芸人の中で人気を得ているところだったので「続けたほうが良い」と言われた。しかしその後ブルースタンダードに解散話が持ち上がり、当時コンビを解散していた山西はだったら一緒にやろうと誘ったのが結成のきっかけ。
- 山西は「皆はただのクソガキだと言っていたけれど、アイツはやれば出来る。人の目を引く事が出来る」と密かに思っていた。
- ブルースタンダード解散をメンバーに告げ会社に意を伝えたのは2008年1月頃だが、2ヶ月先まで仕事が入っていたため実際に解散したのは3月下旬である。
- 2008年1月に山西がりゅーじとその他同期芸人と一緒に初詣に行った際、りゅーじに後頭部を叩かれ眼鏡を賽銭箱に落とした。2009年の1月にはりゅーじが山西の眼鏡を土鍋で煮た。
- りゅーじが「ウケるネタは俺が書いて、スベるネタは山西が書いている」と発言した。その時山西が「そうなんですよ…」と悔しげに言った[6]。

山西
- 若手芸人ナンバー1ツッコミと名を馳せている。
- 藤田力（現・ふじすけ）とシガーロングのメンバーとして活動。NSC時代は好井まさお（井下好井）とコンビ「ミセスマルタン」を組んでいた。
- NSC時代、全てのネタ見せ授業の選抜クラスに入っていた唯一の人物。
- お酒（特にビール）が好きであり、安部浩章（タモンズ）とよく飲みに行っている。また、お酒を沢山飲んでベロベロになることを「お酒になる」と表現する。
- 関町知弘（ライス）、向清太朗（天津）に似ていると言われる事がしばしば。
- マサヨシ（サカイスト）と仲が良く、ブログで「若」と表記している。
- マサヨシが主催している「カマレンジャー」というユニットに所属している。その時の名は「アッキーナ」。
- 井本貴史（ライセンス）が代表・監督を務めるフットサルチーム「F.C.イノモティーナ」のメンバー。
- 顎を叩かれるとくしゃみが出る。以前オーディションでそれだけでは面白くないと思い、勝手に寸止めされるとあくびが出て、連打されると嗚咽すると加えた。
- 同期芸人である大貫さん（現在の妻であり相方）と交際していた。このことを8年隠していて結婚などのタイミングで報告しようとしていたが、同期の芸人にライブでドッキリにかかり一方的にバラされた。
- 井本には大貫さんとの交際を公になる前から報告していて黙ってもらっていたため、勝手に同期からバラされてしまったことが井本にネット番組の生放送中で知られることとなり、驚いた井本が本番中に山西へ生電話。このことにより大貫さんとの交際がyahoo!ニュースのトップ記事となった。
- 大貫さんとの交際において、主に家事全般を担当している。
- 喫煙家であり、タバコの銘柄はキャスターマイルド（ソフト）。

りゅーじ
- 向井慧（現・パンサー）、近藤と共にブルースタンダードのメンバーとして活動。ブルースタンダードの前はドラムパンチというコンビで活動していた。
- 高校生の時にプロボクサーのライセンスを取るも、試合には出場せず引退。漫才のつかみでは「元ボクサーで負けたことがないんですよ」「0戦0敗」と自己紹介することがある。
- 元ボクサーであることを同期の好井と大波康平（タモンズ）にいじられることが多く、その時はシャドーをやらされる。
- ジャブを寸止めするという特技を持つ。
- 非常に陽気な性格で、先輩に対してもタメ口・呼び捨てで話しかけたりする。しかしそのキャラクターで許されることが多い。
- 伝ペー（サカイスト）が主催している「ホスト伝」というユニットに所属している。源氏名は「ドラゴン」
- BIG BANGのファン。
- 安部、浅野崇（金座銀座）と同居していた（本人などは下井草三兄弟と表記している）。2010年10月10日に更新のため家を追い出され、安部と同居していた。
- 好井、大波、砂金秀明（元・オープンスペース、現ベル）らと共に道玄坂の焼肉店でアルバイトしていた。
- ポメラニアンを飼っており、名前は「小次郎」。
- ギャンブル（特に競艇）が好き。
- 福岡出身のため、福岡ソフトバンクホークスのファン。
- かねてから本名である「小浜隆次」名義で活動していたが、2012年10月30日に行われたトークライブ「ヌンチャク」にて改名を決定。当初は「りゅうじ」表記を予定していたが、トークライブ終了直後に自身のTwitterにて「りゅーじ」に変えると報告した。

## ネタ
主に漫才。
結成当初は山西のツッコミが特徴的であるものが多く、その中に語尾を「～けど!」を強調するものがある。
ネタ中にりゅーじが山西の容姿について「生ゴミの実写版」などと悪口を言う事がある。
主なネタ
- 座薬
- 虫捕り
- うさぎとかめ
- 下北沢のまいちゃん
- ドラキュラ
- おでん屋
- 古畑任三郎
- 超能力
- ストレッチ
- じゃんけん
- 大声勝負

元ボクサーであるりゅーじの技術を生かしたボクシングのショートネタもある。

## 出演番組
過去の出演
- AGE AGE LIVE
- 爆笑レッドカーペット ヤングライオン杯決勝大会（フジテレビ､2010年9月25日）-キャッチコピーは｢一撃必笑!｣
- CSパチンコ飯
- 爆生レッドカーペット （フジテレビ､2012年7月29日）
- U LA LA ナナパチ （TOKYO MX､2012年2月21日）
- ダウンタウンのガキの使いやあらへんで!! （日本テレビ､2012年6月10日）
- ハッピーMusic （日本テレビ､2012年7月21日）
- THE　MANZAI2013 認定漫才師50組大集結! この中から日本一の漫才師が決まるぞSP （フジテレビ､2013年9月20日）
- 日清食品 THE MANZAI 2013 優勝大予想国民投票SP （フジテレビ､2013年11月22日）
- 新春レッドカーペット （フジテレビ､2014年1月11日）
- 初詣!爆笑ヒットパレード （フジテレビ）
- うつけもん （フジテレビ）
- ニノさん （日本テレビ山西のみ）

## ライブ
単独ライブ
2010年1月12日 トンファー&ボーイフレンド単独ライブ『グラインドハウスライブ トンファー＆ボーイフレンド』（新宿シアターブラッツ）
2010年8月21日 トンファー&タモンズ単独ライブ『トンファーvsタモンズ〜8.21漫才頂上決戦〜』（新宿シアターブラッツ）
2011年10月15日 トンファー単独ライブ『トンファー怒りのアフガン』（新宿シアターブラッツ）
2012年2月19日　トンファーVSタモンズ『新宿漫才死闘編』（新宿シアターモリエール）
2012年7月29日　トンファーVSタモンズ『～うん、またやるんだね　うんまたやるよ　うん～』（北沢タウンホール）
神保町花月
2009年4月8日 - 12日『マッチ売りの少女のマッチを盗んだ男』（アームストロング主演）
小浜：上野の仲間・岡沢役、山西：後輩刑事・小野役
2009年5月20日 - 25日『古手川ドリームランド』（ブロードキャスト!!主演）
小浜：俳優・白井役、山西：従業員・黒柳役
2009年8月11日 - 16日『限りなく灰色に近い光』（アップダウン主演）
小浜：島田の友人・沢田役、山西：刑務官・田中役
2010年9月28日 - 10月1日『memory』（東京NSC11期生公演）
小浜：深里の幻・透役、山西：深里の幻・影一役
2012年1月24日 - 1月28日『星・屑#1』(サカイスト主演)
小浜：プロデューサー・宇野役、山西：大物女優・宇野弥生役
2012年2月28日 - 3月4日『星・屑#2』(サカイスト主演)
小浜：プロデューサー・宇野役、山西：大物女優・宇野弥生役
2012年3月20日 - 3月25日『星・屑#3』(サカイスト主演)
小浜：プロデューサー・宇野役、山西：大物女優・宇野弥生役
2012年6月26日 - 6月30日『六連星～大門の記録～』(グランジ主演)
小浜：中林役、山西：山木役

## DVD
ing！to 2012～iNFINITY nEXT gENERATION～ (2012年4月1日)